# Burgstall Hochstein (Thyrnau)
Der Burgstall Hochstein, auch als Hochreit bezeichnet, ist eine abgegangene hoch- oder spätmittelalterliche Höhenburg am nördlichen Talrand der Donau bei Buchsee, einem Ortsteil der Gemeinde Thyrnau im Landkreis Passau in Bayern. 
Über diese Burg sind keine geschichtlichen oder archäologischen Informationen bekannt, Alexander Erhard vermutet hier die Burg Puchsee. Die Burgstelle wird grob als hoch- oder spätmittelalterlich datiert. An der Stelle der späteren Burg befand sich eine spätneolithische Höhensiedlung der Chamer Kultur. Erhalten hat sich von der kleinen Burg nur noch ein Wallzug sowie ein Graben. Die Stelle ist als Bodendenkmal Nummer D-2-7447-0009 „Höhensiedlung des Spätneolithikums (Chamer Gruppe) und Burgstall des hohen oder späten Mittelalters ("Hochstein" bzw. "Hochreit")“ geschützt.

## Beschreibung
Die bewaldete Burgstelle, die zum Typus der ebenerdigen Ansitze gehört, befindet sich etwa 500 Meter südwestlich von Buchsee in 410 m ü. NHN Höhe auf einem nach Süden gerichteten Geländesporn, der nach Süden sehr steil rund 100 Höhenmeter in das Tal der Donau abfällt. Diese bildet dort die Grenze zu Österreich. Die Ostseite ist durch ein steil und tief eingeschnittenes Kerbtal eines namenlosen Baches begrenzt, auch die Westseite ist durch den steilen Abfall des Hanges an der sogenannten Kernmühlleite des Donautales, in den sich ebenfalls ein kleines Kerbtal eingeschnitten hat, geschützt. Nach Norden geht das Vorgelände der Burgfläche leicht ansteigend in eine Hochfläche der 521 m ü. NHN hohen König-Max-Höhe über. Die Burganlage war so an drei Seiten von Natur aus gut gegen eine Annäherung geschützt, nur an der ansteigenden Nordseite war eine Befestigung nötig.
Die annähernd rundliche, rund 60 Meter im Durchmesser messende Burgfläche wird nach Nordosten zur Hochfläche hin an einer kleinen Einsattelung des Geländespornes durch einen bogenförmigen Abschnittsgraben vom Vorgelände abgeriegelt. Etwa in der Mitte dieses Grabens wird er von einer Erdbrücke unterbrochen. Beide Enden des Grabens laufen in den Steilhängen der seitlichen Kerbtäler aus, der Nordwestteil ist stärker ausgebildet als der südwestliche. Das nordwestliche Grabenstück ist noch bis zu 1,5 Meter tief erhalten, kurz bevor er am Hang ausläuft, wird er von einem Außenwall begleitet. Auch der südwestlichen, flacheren Grabenhälfte ist bei der Erdbrücke ein Wallzug vorgelegt.
Die rundliche Innenfläche der Burgstelle hat einen Durchmesser von 46 Metern. Sie steigt von der Abbruchkante des Donautales leicht um 2,5 Meter kuppenförmig an, der Boden ist mit einer dünnen Schicht von Verwitterungslehm bedeckt, an einigen Stellen durchbricht der anstehende Gneis diese Schicht. Ein innerer Wallzug oder sonstige Bebauungsreste sind nicht mehr sichtbar.
1964 wurde eine Grabung vom Bayerischen Landesamt für Denkmalpflege durchgeführt, dabei wurden Siedlungsfunde mit Keramik der Chamer Kultur und wenige mittelalterliche Scherben gefunden.